# August Körling

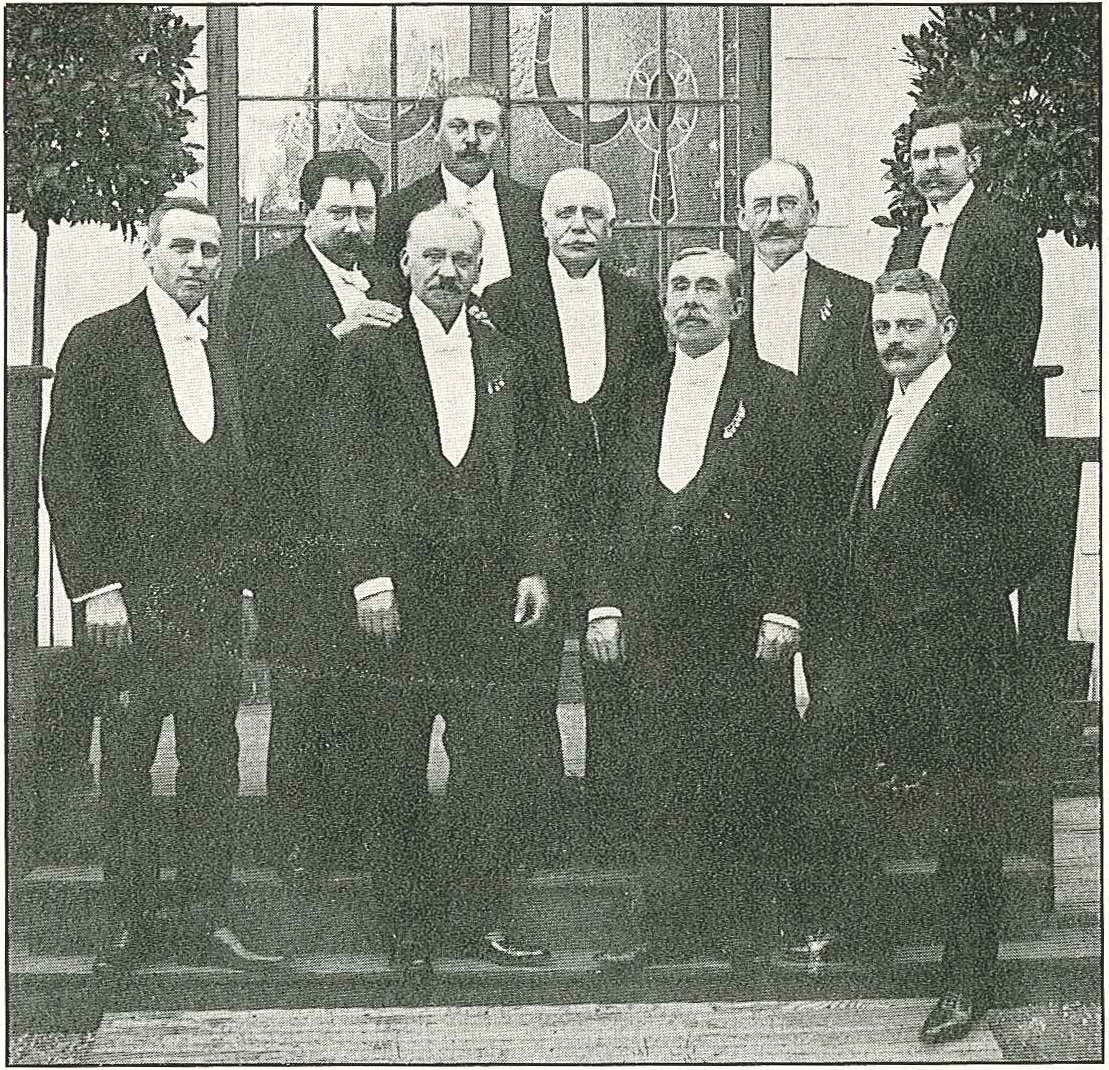
Gruppbild från kammarmusikfestivalen i Ystad 1910. August Körling (med vit mustasch) står mitt i den bakre raden. Till höger om honom i samma rad festivalens initiativtagare Salomon Smith.

Sven August Körling, född den 14 april 1842 i Kristdala, Kalmar län (Småland), död den 21 oktober 1919 i Ystad, var en svensk organist och tonsättare.

## Biografi
August Körling var son till organisten i Kristdala Sven Magnus Körling och hans maka Anna Lotta Persson. Efter utbildning vid konservatoriet i Stockholm antogs han 1865 som organist och musiklärare i Ystad, där han under 45 år var verksam inom stadens musikliv, bland annat som dirigent för Ystads musiksällskap. Som medlem av stadens stråkkvartett trakterade han cello. I sin ungdom framträdde han även som altsångare med bland annat Händels recitativ och arior på repertoaren.
En lokal publikation skrev 2008: När Körling kom till Ystad hade det varit en svacka i musiklivet under en längre tid. […] Men under Körlings tid och tillsammans med Salomon Smith skapades en blomstringstid i Ystad, den så kallade Körling-Smith epoken.
August Körling var på sin tid en av Sveriges mest sjungna viskompositörer och skrev även manskvartetter och körverk, bland vilka senare kan nämnas Håtunaleken och Sten Sture. Hans Aftonstämning spelades in på grammofonskiva med Jussi Björling i början av dennes karriär. 1898–1899 skrev Körling Pastorale för horn och orgel. Den 27 mars 1888 invaldes han som ledamot nr 478 av Kungliga Musikaliska Akademien.
Han gifte sig 1864 med Marie Louise Dahlberg och de fick sönerna Felix Körling och Sven Körling, båda musikdirektörer och kända kompositörer av skolsånger och barnvisor.